# 九號米納勒爾斯普林斯鎮區 (北卡羅萊納州穆爾縣)
九號米納勒爾斯普林斯鎮區（英語：Township 9, Mineral Springs）是位於美國北卡羅萊納州穆爾縣的一個鎮區。

## 地方資料
九號米納勒爾斯普林斯鎮區的面積為256.40平方千米，皆為陸地。根據2020年美國人口普查的數據，當地共有人口28932人，而人口密度為每平方千米112.84人。